# Hero Moeller
Hero Moeller (* 9. Januar 1892 in Stettin; † 10. August 1974 in Tübingen) war ein deutscher Wirtschaftswissenschaftler.

## Leben

### Familie und Ausbildung
Hero Moeller wurde 1892 geboren. Er promovierte 1920 in Kiel. Er starb 1974 in Tübingen.

### Beruflicher Werdegang
Hero Moellers Spezialgebiet war die Finanz-, Geld- und Währungspolitik. Er war in den 1930er Jahren Professor in Erlangen. Moeller war mit einer Vielzahl von Aufsätzen und Rezensionen ein schaffensfreudiger Autor. Er veröffentlichte während des Dritten Reiches auch in Sammelwerken der nationalsozialistisch linientreuen Akademie für Deutsches Recht. Nach dem Zweiten Weltkrieg setzte er seine Lehrtätigkeit fort. 1950 prägte er für die Freiburger Schule der Nationalökonomie und ähnlich gesinnte Wissenschaftler den Begriff des Ordoliberalismus. In der Bundesrepublik war Moeller zuletzt Professor in Tübingen.

## Publikationen von Hero Moeller
- Zur Frage der "Objektivität" des wirtschaftlichen Prinzips Geld und Kredit. Kiel, Univ., Diss., 1920.
- Die Lehre vom Gelde. Leipzig 1925.
- Statistik. Berlin 1928.
- Inflation oder Deflation? Vortrag, gehalten anläßlich der Jahresversammlung des Universitätsbundes Erlangen. Erlangen 1932.
- Schwankender und fester Geldwert in ihrer Bedeutung für die Verwirklichung des gerechten Preises, in: Akademie für Deutsches Recht (Hrsg.): Der gerechte Preis, Berlin 1940.
- Liberalismus in: Jahrbücher für Nationalökonomie und Statistik; 1950, Bd. 162, H. 3.

## Publikationen über Hero Moeller
- Hero Moeller […] zum Gedächtnis : Ansprachen gehalten anläßl. d. Akad. Gedenkfeier am 14. November 1984 für Professor Dr. sc. pol. Hero Moeller (gest. 10. August 1974) […] / hrsg. von d. Wirtschaftswiss. Fak. d. Univ. Tübingen. Tübingen 1987.